# Achille Pellizzari
Achille Pellizzari (Maglie, 26 novembre 1882 – Genova, 21 marzo 1948) è stato un politico, partigiano e italianista italiano.

## Biografia
Fu professore di letteratura italiana presso l'Università di Genova, impegnato nella Resistenza e quindi Deputato al Parlamento Italiano.
Si sposò con Silvia Mazzoni, figlia di Guido Mazzoni, professore di Letteratura Italiana presso l'Università di Firenze.
Studente alla Normale e all'Università di Pisa, seguì svariati corsi di specializzazione che lo portarono all'insegnamento universitario di letteratura presso l'Università di Genova. Nel 1910, allorché era professore nel liceo Garibaldi di Napoli, Benedetto Croce gli affidò la direzione della prestigiosa collana degli "Scrittori d'Italia" della casa editrice Laterza, incarico che tuttavia abbandonò dopo poco più di un anno. Nel 1916 assunse la direzione della Rassegna della Letteratura italiana, che diresse sino alla scomparsa nel 1948. Fu inoltre un protagonista attivo della Resistenza italiana, operando nelle formazioni di resistenza di ispirazione cattolica nei cosiddetti "territori liberi del Taro" (Parma) dove divenne noto con il suo pseudonimo letterario di Poe e dove fu nominato commissario politico, posizione di comando per le brigate nella zona ovest della Val di Taro.
Un cippo presso il Passo della Cisa (S.S. n. 62) vicino a Berceto ne ricorda la vita con la seguente epigrafe:

## Pubblicazioni principali
- La vita e le opere di Guittone d'Arezzo (scritto sotto lo pseudonimo di "Poe")
- Dal Duecento all'Ottocento: ricerche e studi letterari
- L'ignoranza obbligatoria, Discussioni manzoniane di vari autori, di Antonio Borgese con epilogo semiserio di Achille Pellizzari
- Il Dittamondo e la Divina Commedia: saggio sulle fonti del Dittamondo e sulla imitazione dantesca nel secolo XIV